# ناتاشا رومانوف (عالم مارفل السينمائي)
ناتاشا رومانوف (الروسية: Наташа Романова) هي شخصية خيالية في أفلام مارفل وعالم مارفل السينمائي وهي الشخصية الرئيسية أو إحدى الشخصيات الرئيسية في العديد من أفلام مارفل منها الأرملة السوداء، وناتاشا رومانوف جاسوسة روسية تعمل ضمن المخابرات السوفيتية وضمن فريق المنتقمون.